# 1040年代
1040年代（せんよんじゅうねんだい）は、西暦（ユリウス暦）1040年から1049年までの10年間を指す十年紀。

## できごと

### 1040年
- ダンダーナカーンの戦いで、セルジューク朝がガズナ朝に勝利しホラーサーン地方を征服。
- マクベスが従兄のダンカン1世を殺害しスコットランドの王位を奪う。

### 1041年
- カラハン朝が東西に分裂。

### 1042年
- 宋が契丹と和す。
- チャールキヤ朝ソーメーシュヴァラ1世（英語版）即位（ - 1068年）。
- アティーシャがベンガルを出てチベットに赴きチベット仏教を改革。
- エドワード懺悔王即位（ - 1066年）。デーン王朝が絶え、アングロ・サクソン王朝が復活。

### 1043年
- 范仲淹が革新策を提議し、慶暦の党議が活発化。

### 1044年
- 慶暦の和約 - 宋と西夏の和議
- ミャンマーでアノーヤター王が即位し、パガン朝を樹立（ビルマ族最初の王朝）。
- ベトナム李朝の太宗がチャンパを攻撃。

### 1045年
- 後朱雀天皇が崩御し、第70代後冷泉天皇即位。
- 寛徳の荘園整理令。新立荘園を停止。
- ベネディクトゥス9世がローマを追われ、ローマ教皇位をシルウェステル3世・グレゴリウス6世に売り、教皇が鼎立状態となり混乱する。

### 1046年
- ハインリヒ3世がストリ教会会議を開き３教皇を罷免し、ローマ教皇庁を刷新。教皇がハインリヒ3世に皇帝戴冠。

### 1047年
- イエメンにスライフ朝（英語版）成立 ( - 1138年)。

### 1049年
- ローマ教皇レオ9世即位。教会改革が本格化。
- ベトナム広源州の儂智高が起兵し、広西の邕州（現在の南寧市）に侵入。